# 盐酸盐

三甲胺盐酸盐的结构，其中，氢键用蓝色虚线标出。

化学領域中，盐酸盐（hydrochloride）是由盐酸和胺等有机碱化合而成的盐，形式上是有机碱和氯化氢的加合物，例如吡啶盐酸盐和苯胺盐酸盐。

## 用处
把不溶于水的胺转化成盐酸盐使其可溶于水，对于药物中的使用特别理想。  欧洲药典列出了200多种盐酸盐来作为药物中的有效成分。  与对应的游离碱相比，这些盐酸盐可能更容易溶解在胃肠道中，并能够更快地被吸收到血液中。另外，许多胺的盐酸盐比具有更长的保存期限。
盐酸盐还可以是反应性高的游离碱的储存形式。在这方面，盐酸盐就相当是一个保护基。氨基酸的盐酸盐说明了这种作用。举个例子，难以储存的甘氨酸甲酯可以通过可以储存的甘氨酸甲酯盐酸盐转化而成。